# Жирау-ду-Понсиану
Жирау-ду-Понсиану (порт. Girau do Ponciano)  —  муниципалитет в Бразилии, входит в штат Алагоас. Составная часть мезорегиона Сельскохозяйственный район штата Алагоас. Входит в экономико-статистический  микрорегион Арапирака.

## История
Город основан в 1959 году.